# João Marcelo (calciatore 2005)
João Marcelo Soares de Freitas (Planura, 15 aprile 2005) è un calciatore brasiliano, attaccante dell'Atlético Mineiro.

## Carriera
Ha iniziato a giocare nei settori giovanili di Monte Azul, Barretos ed Atlético Tubarão prima di passare nel 2023 al Tanabi dove ha debuttato nel Campeonato Paulista Segunda Divisão.
L'anno successivo ha firmato con il Guarani ed il 17 novembre ha debuttato in Série B nella partita persa 2-1 contro il Brusque. Dopo aver ben figurato nel Campionato Paulista 2025 con 4 reti in 11 incontri, il 6 marzo 2025 è stato acquistato a titolo definitivo dall'Atlético Mineiro, club della prima divisione brasiliana. Durante questa stagione esordisce anche nelle competizioni CONMEBOL per club, prendendo parte alla Coppa Sudamericana.

## Statistiche

### Presenze e reti nei club
Statistiche aggiornate al 19 aprile 2025.
| Stagione        | Squadra          | Campionato      | Campionato | Campionato | Coppe nazionali | Coppe nazionali | Coppe nazionali | Coppe continentali | Coppe continentali | Coppe continentali | Altre coppe | Altre coppe | Altre coppe | Totale | Totale | Totale |
| Stagione        | Squadra          | Comp            | Pres       | Reti       | Comp            | Pres            | Reti            | Comp               | Pres               | Reti               | Comp        | Pres        | Reti        | Pres   | Reti   |        |
| --------------- | ---------------- | --------------- | ---------- | ---------- | --------------- | --------------- | --------------- | ------------------ | ------------------ | ------------------ | ----------- | ----------- | ----------- | ------ | ------ | ------ |
| 2023            | Tanabi           | SD/SP           | 5          | 0          | -               | -               | -               | -                  | -                  | -                  | -           | -           | -           | 5      | 0      |        |
| 2024            | Guarani          | B+A1/SP         | 0+0        | 0+0        | CB              | 0               | 0               | -                  | -                  | -                  | -           | -           | -           | 1      | 0      |        |
| 2025            | Guarani          | C+A1/SP         | - +11      | - +4       | CB              | -               | -               | -                  | -                  | -                  | -           | -           | -           | 11     | 4      |        |
| 2025            | Atlético Mineiro | A               | 5          | 0          | CB              | 0               | 0               | CS                 | 1                  | 0                  | -           | -           | -           | 6      | 0      |        |
| Totale carriera | Totale carriera  | Totale carriera | 22         | 4          |                 | 0               | 0               |                    | 1                  | 0                  |             | -           | -           | 23     | 4      |        |